# Adolphe Hercule de Graslin
Adolphe Hercule de Graslin (Flée, 11 aprile 1802 – Malitourne, 31 maggio 1882) è stato un entomologo francese.
Adolphe Hercule de Graslin si specializzò in lepidotteri. Era membro fondatore della Société Entomologique de France. Dopo la sua morte la sua collezione fu acquisita da Charles Oberthür.

## Opere
Con Jean Alphonse Boisduval e Jules Pierre Rambur Collection iconographique et historique des chenilles; ou, Description et figures des chenilles d'Europe, avec l'histoire de leurs métamorphoses, et des applications à l'agriculture, Paris, Librairie encyclopédique de Roret, 1832 ( in Gallica & in Google Livres).